# Olinga christinae
Olinga christinae är en nattsländeart som beskrevs av Ward och Mckenzie 1997. Olinga christinae ingår i släktet Olinga och familjen Conoesucidae. Inga underarter finns listade i Catalogue of Life.